# Wise Een Tarn
Der Wise Een Tarn ist ein See im Lake District, Cumbria, England. Der See liegt westlich von Windermere und östlich des Esthwaite Water.
Der See hat einen Zufluss vom The Scale Tarn im Südosten. Sein unbenannter Abfluss im Norden des Sees mündet in den Wraymires Tarn.